# 連動型地震

2016年の熊本地震は典型的な連動型地震であった

連動型地震（れんどうがたじしん）とは、複数のプレート間地震（海溝型地震）、あるいは大陸プレート内地震（活断層地震）が連動して発生するとする仮説である。連動関係にある地震はほぼ同時に発生する場合だけでなく時間差を置いて発生する場合があり、時間差を伴う場合も「連動」（広義の連動型）と称することがある。また、このような連動関係にある複数の地震は、通常の地震における再来周期より短い時間差で発生する。一方、連動型地震自体の再来間隔は通常の海溝型地震と比較して長期となる特徴がある。

## 概要
プレート境界型地震では特に長大な震源域をもつ超巨大地震が発生することがあり、これは通常は海溝沿いの個別のセグメントで起こっている固有地震が、時として複数のセグメントに渡って連動することで断層破壊が進展していく連動型地震で説明できるとされる。また、海溝型地震・活断層型地震にかかわらず地震の発生には断層のずれ（破壊）が大きく関わっているとする仮説では、連動型地震はこの破壊が固有震源領域に留まらず複数の震源領域（広範囲）に及ぶケースである。T.レイおよび金森博雄 (1982) は、世界の沈み込み帯を4つのカテゴリに分類し、そのアスペリティの空間分布の違いから連動型の巨大地震が起りやすい場所と起こりにくい場所があるとする、アスペリティモデルを提唱した。ただし、連動型地震では沈み込みが一定の速さで進むことで固着領域で破壊が生じるとされるアスペリティモデルに当てはめられないケースがあり、例えば後述の東北地方太平洋沖地震では本震あるいは前震の前に断層の沈み込みが起きておらず、本震発生後には再び沈み込みが再開されるといった断続性が確認されている。
複数の地震が連続してほぼ同時に発生する場合は、単独地震に比べて震源域が広大であるため巨大地震となる場合が多い。また、ほぼ同時に発生した連動型地震では隣接する震源域を破壊していくが、連動関係にある地震に時間差がある場合でもそれらの地震の震源域は隣接するか、重複する傾向にある。なお、連動型地震とは複数の海域が同時に動いたり同じあるいは近接する断層上でずれの範囲が拡大していくことに起因する地震の連動性を指し、本震の震源域（余震域）から離れた場所で地震が誘発される誘発地震（地震の誘発性）とは区別される。
マグニチュード (Mw) 9以上を記録した2004年のスマトラ島沖地震や2011年の東北地方太平洋沖地震は複数震源領域における連動型地震であるとする見解がある。また、南海トラフの地震である東海地震、東南海地震、南海地震は過去の記録や地質調査などから連動して発生する可能性が高いとみられており、さらに千島海溝・琉球海溝等における地震でも地質調査や津波のコンピューター・シミュレーションなどにより過去に連動して発生した可能性が指摘されている。

## 海溝における連動型地震

### 日本近海

#### 千島海溝

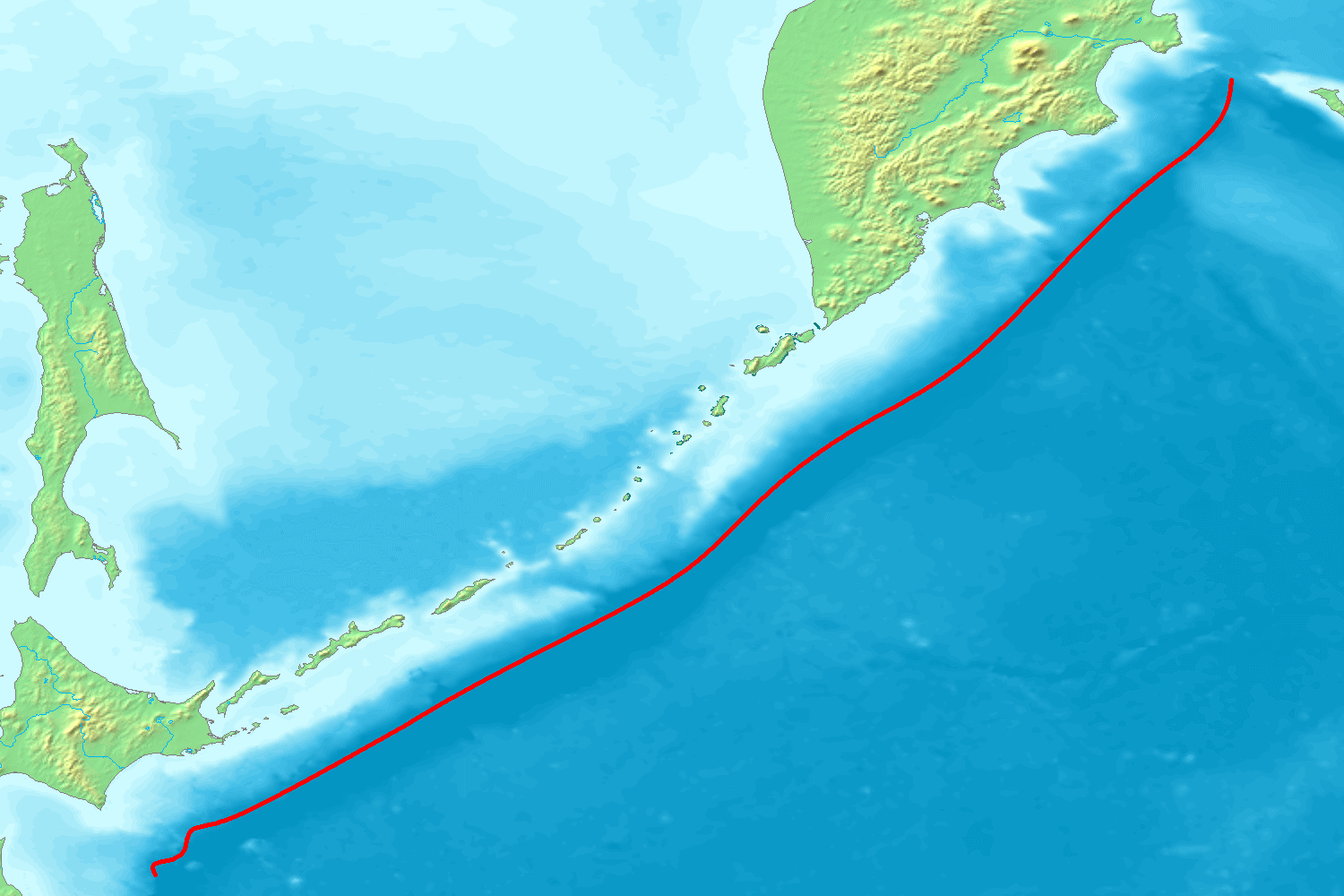
千島海溝の位置（赤線）

千島海溝連動（十勝沖 + 根室半島沖）
北海道太平洋側南東沖の千島海溝では津波堆積物の分析により、過去に十勝沖地震と根室半島沖地震が連動することでM9規模の巨大地震が発生した可能性がある。産業技術総合研究所（産総研）とアメリカ地質調査所（USGS）は、プレートテクトニクスに基づくコンピューター・シミュレーションにより、連動によるものとみられる巨大津波痕は2500年の間に5回、約500年間隔で残されており、最新のものは17世紀に発生したと発表している。また、北海道大学らの調査により道南の森町で同時期のものとみられる津波堆積物（津波高は推定5m以上）が発見された。このことから従来の十勝沖と根室沖の連動だけでは説明できないとし、震源域は三陸沖北部の青森沖まで達していた可能性があると平川は主張している。
1952年十勝沖地震 + 1968年十勝沖地震（三陸沖北部地震）
1952年十勝沖地震 (Mw 8.1) の直後に、1968年十勝沖地震 (Mw 8.2/※正確には三陸沖北部地震に該当) の破壊領域の南端部・三陸沖で地震（余震）活動が活発化した。その後に起きた1968年十勝沖地震は、その活動領域と1952年十勝沖地震の余震域の間を埋めるようにして発生したことから、2つの地震（十勝沖地震と三陸沖北部地震）の震源域が連動して動くケースも想定され、その場合にM9規模の地震となる可能性を指摘する研究もある。

#### 日本海溝

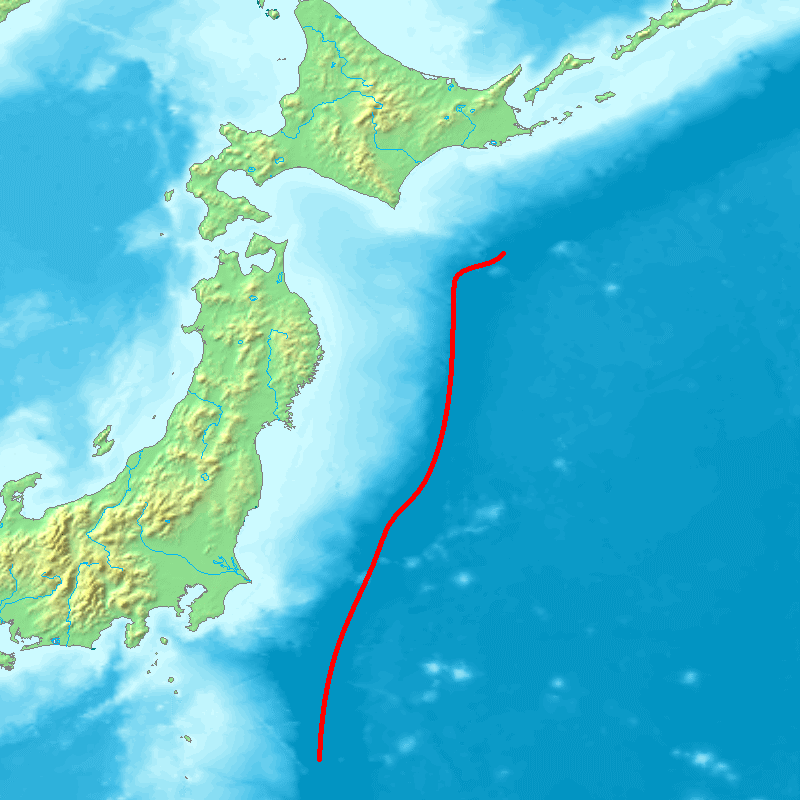
日本海溝の位置（赤線）

2011年の東北地方太平洋沖地震は、日本海溝の三陸沖から茨城県沖までの南北500km、東西200kmの震源域において、最大滑り量約20mの規模で3つの断層が極めて短時間のうちに連動して破壊されたことにより、日本における観測史上最大の規模 Mw 9.0となり、地震調査研究推進本部が想定していた固有地震域である「三陸沖中部」、「宮城県沖」、「三陸沖南部海溝寄り」、「福島県沖」、「茨城県沖」、および「三陸沖北部から房総沖の海溝寄り」の6つの震源域を包括する超巨大地震となった。
T.レイ (1982) らのアスペリティモデルでは、日本海溝は「カテゴリ3」に属し、この沈み込み帯では各セグメントに複数の小さいアスペリティが存在し、それらがあるときは個別に滑り、時として複数のアスペリティが同時に動くとされたが、複数のセグメントが連動して巨大地震になることは殆どないとされていた。しかし、この日本海溝沿いで発生した本地震は複数のセグメントにまたがる巨大地震であり、従来のアスペリティモデルに囚われていたことが本地震を想定できなかった一因ともされる。また本地震では3か所の大すべり域が確認されるが、断層滑り分布から従来想定されていた宮城県沖、福島県沖など個別のアスペリティは見い出せないとしている。
なお、この地震では離れた地域における誘発地震も発生している。
この地域では過去にも同様の規模の地震が発生した可能性が指摘されており、869年の貞観地震は岩手県沖から福島県沖、あるいは茨城県沖の震源域をもつ連動型巨大地震であったと推定されている。これは福島県と宮城県沿岸で従来発見されていた津波堆積物が岩手県沿岸でも発見されたことなどが根拠となっている。
1793年の寛政地震は、推定される震度分布から宮城県沖地震の一つとされているが、三陸海岸で1978年宮城県沖地震を上回る2-5m程度の津波があったと推定され、地震調査研究推進本部が想定する「宮城県沖」の震源域に加えて、その海溝寄りの「三陸沖南部海溝寄り」の震源域も連動した地震と評価されている。しかし、この地震の震源域には諸説あり、1897年の地震に似ているとする説、あるいは震源域の拡がりが東北地方太平洋沖地震に似ており M 8.5-8.6程度になるとも考えられている。

#### 相模トラフ

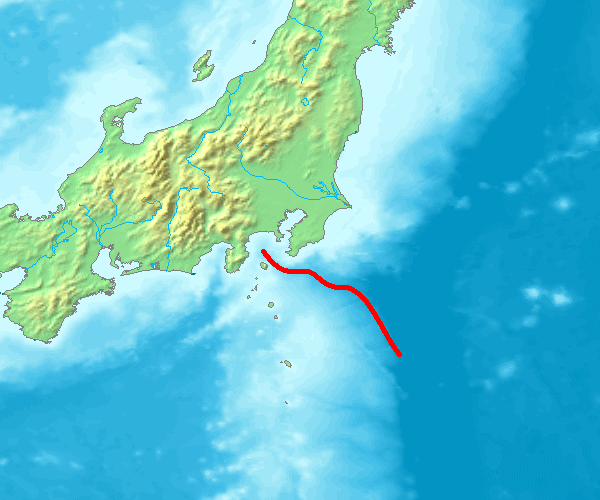
相模トラフの位置（赤線）

相模トラフ沿いのM8級の海溝型巨大地震は、神奈川県全域から房総半島西部を震源域とする大正関東地震と同じ「大正型」と、震源域がさらに東に拡大した元禄関東地震と同じ「元禄型」の2種類が繰り返し起きており、「元禄型」は「大正型」の震源域に加えて、房総半島南東沖の「外房型」の震源域による連動型地震の可能性を産総研の宍倉正展は推定している。

#### 南海トラフ

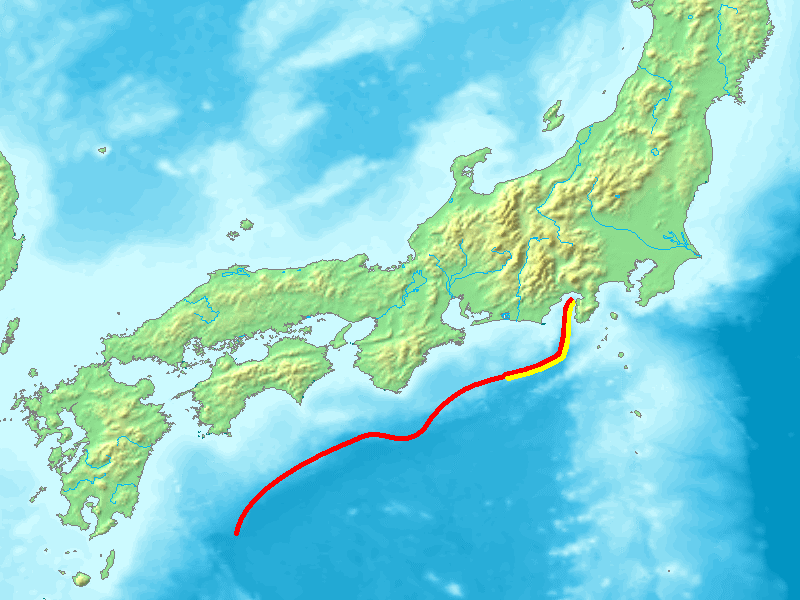
南海トラフの位置（赤線）、黄線は駿河トラフ部

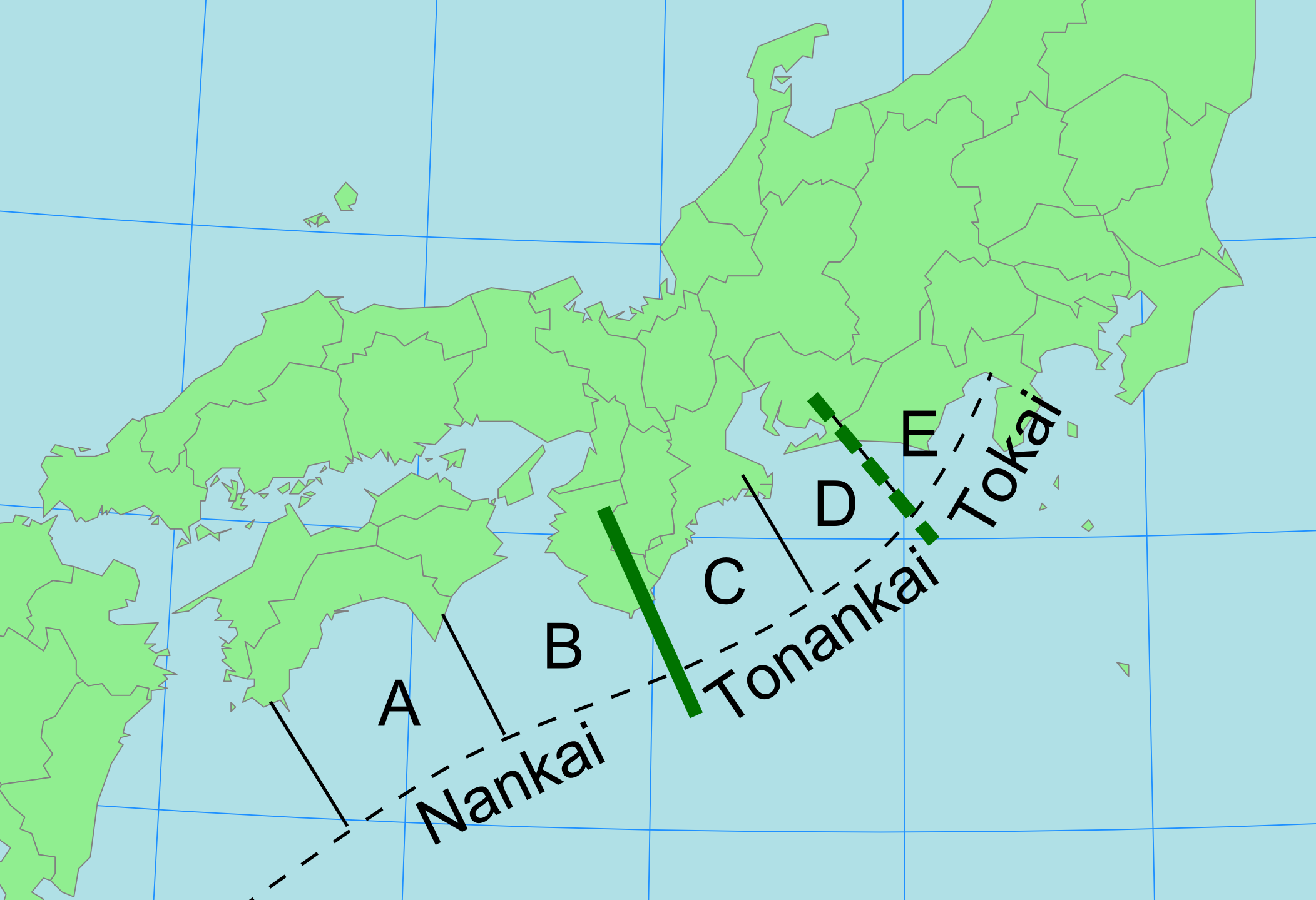
東海・東南海・南海連動型地震の震源域

南海トラフでは東海地震、東南海地震、南海地震といった巨大地震が約100年から150年の周期で発生している。過去の傾向からこれらの地震は連動関係にあり、南海トラフにおける連動型地震として甚大な被害を幾度も残している。ただし、過去の3連動型地震とされる地震において、駿河トラフ部（東海地震の推定震源域）までの破壊については宝永地震も含めてこれまでに確たる証拠は出ていない。また、ほぼ同時に発生したとされる「宝永地震」、約32時間の時間差があった「安政の東海地震（東南海含む）と南海地震」、約2年の時間差があった「昭和の東南海地震と南海地震」というように、連動関係にあるとみられる地震の発生間隔は様々である。
昭和の東南海地震では、東海地震の震源域とされる駿河トラフ内において断層の破壊が進まず、東南海地震の単独発生（2年後に昭和南海地震も発生）となっているが、歴史上の「東海地震」とされる地震の記録では、現在の東海地震と東南海地震双方の震源域を含めた地震を指しており、また駿河トラフ内・東海地震震源域における巨大地震の単独発生は文献資料などが残っている過去1500年間の記録から確認されていない。近年まで歴史文献の記録などから南海地震や東海・東南海地震の単独発生とされてきたいくつかの地震では、地質調査などにより連動型地震であった可能性が指摘されているものもある。
さらに、南海トラフ西端部の日向灘付近を震源とする日向灘地震が東海・東南海・南海の連動型地震、または単独の南海地震に連動して発生する場合があるとの説（東京大学地震研究所教授 古村孝志）が近年いわれている。具体的には、宝永地震は震源域が日向灘まで伸びていた可能性（前述の古村）が指摘されているほか、1498年の日向灘地震では南海地震の一部であったか南海地震と連動した可能性も指摘されている。
1707年の宝永地震は、震度分布や津波襲来の領域から1854年に発生した安政東海地震（東南海含む）および安政南海地震の震源域を併せたものにほぼ相当するという考えから、東海道沖および南海道沖で2つの地震がほぼ同時に発生したものと推定されていた。この地震が東海地震（以下、本節の「東海地震」では東南海の震源域も含む）と南海地震が時間差で発生したか同時であったかを古記録から判断することは困難であるが、時間的には分離できないとされ、南海トラフのほぼ全域を断層破壊した連動型地震と考えられている。東海地震の震源域の長さは約300km、南海地震は約400kmであり、宝永地震は約700kmとなるが単に震源域が長大となるだけでなく滑り量も増大し、東海地震と南海地震が連動して初めて2004年スマトラ沖地震などと比較し得る巨大地震になるとされた。しかし、安政東海地震と異なり震源域の東端は駿河湾奥（駿河トラフ）へは入っていないとする見解も出され、一方で西端は日向灘沖へ震源域を延長しなければ九州東岸の津波が説明できないともされた。さらに、駿河湾付近の地殻変動や震度分布の様子から宝永地震は単純に東海地震と南海地震が連動したものでは無いとする見解も出されている。
この他、東海・東南海・南海の3連動型地震に加えて、津波地震と推定されている1605年の慶長地震の震源域とされる南海トラフ寄りの領域（プレート境界のうち特に浅い部分）が連動した場合にM9クラスの超巨大地震となる可能性が指摘されており（東大地震研究所教授 古村孝志）、津波の高さも3連動型地震と比べて1.5倍から2倍になる可能性がある。

##### 琉球海溝を含む連動地震

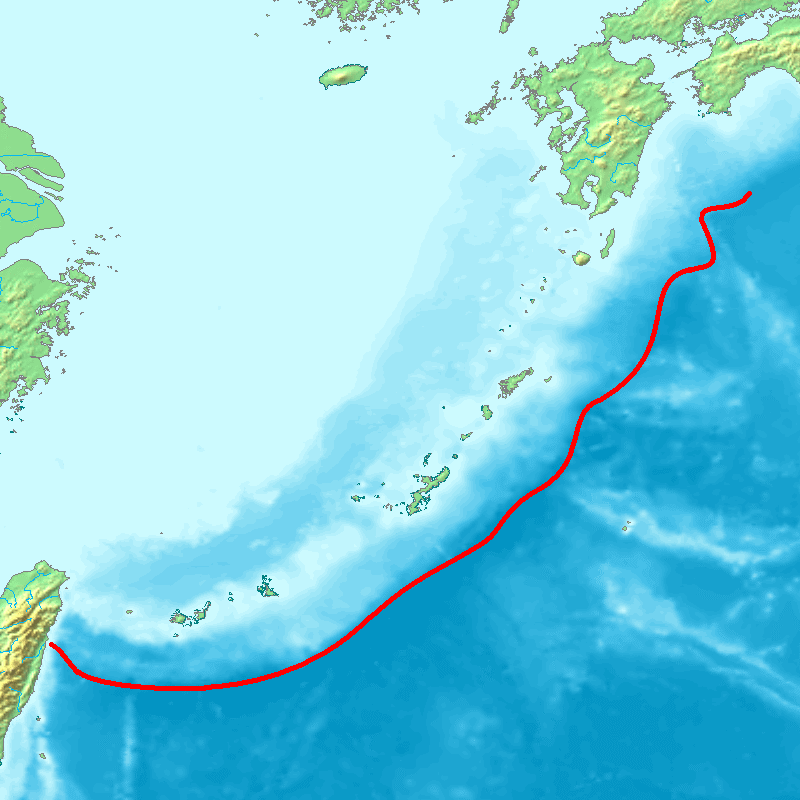
琉球海溝の位置（赤線）

南海トラフより、同トラフ南西端から続いている奄美群島沖の琉球海溝（南西諸島海溝）までの全長約1,000kmの断層が連動して破壊されることで、震源域の全長も2004年のスマトラ島沖地震に匹敵する非常に細長い領域におけるM9クラスの連動型地震、あるいはM9クラスの二つの超巨大地震が連動して発生する可能性があると固体地球惑星物理学の古本宗充は指摘している。これは、御前崎（静岡県）、室戸岬（高知県）、喜界島（鹿児島県）の3つの海岸にある、通常の南海トラフの地震が原因と推定されるものより大きな平均1700年間隔（直近は約1700年前）の4つの隆起からなる隆起地形が根拠となっている。
また、東日本大震災後に沖縄県が独自に見直しを進めた地震被害想定調査では、琉球海溝で最大規模となる3連動型地震（沖縄本島南東沖地震3連動）が起きた場合、M9クラスになる想定を示している。

### 日本近海以外

#### スンダ海溝（ジャワ海溝）
スンダ海溝における2004年スマトラ沖地震では、スマトラ島北西沖ニアス島からインド領アンダマン諸島北端まで全長1,000km - 1,600kmにも及ぶ断層（プレート境界面）が短時間のうちに連動して破壊されたことで、Mw 9.1-9.3の超巨大地震となった。本地震は1861年、1881年、および1941年にこの地域で発生したマグニチュード8クラスの地震の震源域を包括する形で発生しており、2004年の地震は単純にこれらの地震のエネルギーの合計ではなく、それ以上のものであったとされる。
この地震はスマトラ沖、ニコバル沖、およびアンダマン沖のそれぞれのセグメントが南側から順に断層破壊が進展した連動型地震と考えられている。通常の地震は断層長、幅、滑りが相似的であるスケーリング側が成立しているとされるが、本地震のような断層長が1,000kmを超えるような地震ではこの法則を単純に適用できず、スマトラ、ニコバル、アンダマンと個別のセグメントで見ればアスペクト比（断層長 L / 幅 W）が代表的な値である2.0に近いとされる。
- スマトラ島沖地震 (2004年12月26日) (Mw 9.1) - 死者約22万人、負傷者約13万人
- スマトラ島沖地震 (2005年3月28日) (Mw 8.6)
- スマトラ島沖地震 (2007年9月12日) (Mw 8.5)

#### アリューシャン海溝
- 1957年アリューシャン地震（1957年3月9日発生/Mw 8.6）
- 1965年アリューシャン地震（1965年2月4日発生/Mw 8.7）

## 活断層における連動型地震

### 日本国内

#### 中央構造線沿い
1596年9月1日（文禄5年閏7月9日）に中央構造線沿いで慶長伊予地震が発生すると、その3日後の9月4日（同7月12日）には豊予海峡を挟んだ対岸で慶長豊後地震（大分地震）が発生した。さらに、その翌日の9月5日（同7月13日）には六甲-淡路島断層帯および有馬-高槻断層帯を震源断層として、これらの地震に誘発されたとみられる慶長伏見地震も発生している。これら瀬戸内海沿岸の中央構造線沿いで発生した地震については古記録の中で日付の錯綜が見られるものの、慶長豊後地震および慶長伏見地震と近い時期の1週間以内には四国の中央構造線沿いで、これらの地震との連動が推定される記録にない大地震が発生していた可能性も指摘されている。
都司嘉宣は、これらは中央構造線上で発生した一連の地震活動であるとし、岡田篤正 (2006) も、9月1日から5日にかけて中央構造線断層帯が連動的に活動した可能性が高いとしている。

#### 断層・断層群・断層帯による地震
- 1586年1月18日（天正13年11月29日）に発生した天正地震は、近畿から東海、北陸の1891年の濃尾地震（下記参照）を上回る広い範囲にかけて甚大な被害が伝えられており、飛騨の白川断層、伊勢湾、または現在の岐阜県における阿寺断層、1998年の調査で地震活動が明らかになった養老断層など震源断層については諸説あるが、複数の断層が連動してほぼ同時に動いた可能性が指摘されている[51]。
- 1891年（明治24年）の濃尾地震は、濃尾断層帯のうち根尾谷断層帯、梅原断層帯、温見断層北西部が動き、活動域は福井県境（福井県野尻）付近から岐阜県を経て愛知県境まで達した。また、分岐する岐阜-一宮断層など合計5個の断層が動いたと仮定する震源モデルも提唱されている。地震の規模は大陸プレート内地震（活断層型地震）としては日本史上最大となる M 8.0と推定され[52]、死者7273人・負傷者17175人・全壊家屋14万2177戸を数える辛卯震災を引き起こした[53]。
- 2016年（平成28年）の熊本地震では、日奈久断層帯および布田川断層帯という2つの断層帯が交差する付近にて、前者の断層帯を震源とする4月14日の前震 (M 6.5) と後者の断層帯を震源とする同月16日の本震 (M 7.3) が発生しており、これらの断層帯が連動して動いた可能性が指摘されている[54][55][注 4]。
- 2024年（令和6年）1月1日に発生した能登半島地震 (M 7.6) は、震源地の石川県珠洲市付近から南西方向に延びる断層（一度目）と北東方向に延びる断層（二度目）が13秒の差で連動（いずれもM 7.3相当）[56]し、合計150kmにわたって岩盤が破壊された[57]、連動型地震の可能性が指摘されている[58]。また、この地震によって、能登半島の北側で大規模な隆起が発生し、輪島市鹿磯漁港周辺では4mもの隆起と現地の数千年分の地殻変動が確認された[59]。この断層（海底活断層F42とF43）による地震が、2014年（平成26年）の時点で既に国土交通省の報告書にまとめられていたものの、海底断層による地震の影響は少ないというイメージが県や政府などにもあり防災対策に繋がらなかった[60]。

### 日本国外
- 1811年12月16日から翌1812年2月7日にかけてアメリカ中西部のニューマドリッド地震帯で発生した一連の4つの地震（ニューマドリッド地震）は、亀裂をはじめニューマドリッド北断層やリールフット断層が約3ヶ月のうちに連動して破壊されたことで[要出典][誰?]、アーカンソー州北東部やミズーリ州ブートヒール地域、ニューマドリッドを震源としておよそ300万km2の広範囲（特に強い地震の範囲は13万 km2以上）でマグニチュード7〜8クラスの巨大地震（アメリカ合衆国東部で歴史上最大の地震）となった。
- 1992年6月28日にアメリカのカリフォルニア州で発生したランダース地震（英語版） (Mw 7.3) は、陸上の活断層における3連動型地震として知られており[61]、地震発生の数時間後には約40km離れた場所でも大きな地震が誘発されている[62]。

## 類似の概念

### 複合地震
地震現象を分析した結果、一つの地震イベントが時空間的に2つ以上のサブイベントに分けられるものを、複合地震（英: multiple shock）という。これは前震や余震とは違うものと考えるが、本震に非常に接近して起こった前震や余震との区別は明確ではない。兵庫県南部地震や大正関東地震、東北地方太平洋沖地震など、M7程度以上の大地震はほぼ例外なく複合地震の性質をもつ。
2012年4月に発生したインド洋の地震では、右横ずれ→左横ずれ→左横ずれ→右横ずれ→右横ずれと複数の共役断層が活動した結果、Mw 8.6の規模となった。また、本震から約2時間後には Mw 8.2の地震が発生した。
2012年12月に発生した三陸沖地震では、Mw 7.2の逆断層型の地震が発震した約8秒後に、Mw 7.4の正断層型の地震が発生した（いずれも海洋プレート内地震）。
2016年4月に発生した熊本地震では、熊本地方を震央とする Mj 7.3の本震が発震した約32秒後に、大分県中部を震央とする Mj 5.7の地震が発生した。

### 双子地震
連動型地震に類似した概念として「双子地震」がある。双子地震とは、同規模（近い規模）の2つの地震が、時間的に近接して（同時又は若干の時間間隔をおいて）同地域あるいは近距離で発生することである。双発地震ともいう。最初の地震によって周辺の地殻にひずみが生じることによって次の地震が誘発される。本震の際に大きな揺れ（断層の破壊）が続けて起こること（例：関東地震）を指す場合と、連動型地震において同規模の地震が続けて起こること（例：安政東海地震と安政南海地震、2004年と2005年のスマトラ島沖地震）を指す場合がある。2つの地震のマグニチュードはほぼ同じであることが多いため、前震・本震・余震といった区別が容易ではない。

#### 過去の主な双子地震

##### 日本
天正地震（1586年）
1586年1月に中部地方を襲った大地震。1月16日と18日の2度にわたって大きな地震が発生した。規模はM7.8程度と推定されている。
寛文近江・若狭地震（1662年）
1662年6月16日に近畿地方北部で発生した大地震。1つの地震ではなく、2つの大地震が続発したと考えられている。
安政東海地震・安政南海地震（1854年）
1854年12月23日に東海地震が発生し、そのわずか31時間後（12月24日）に南海地震が発生（半割れケース）。いずれもM8.4で同規模であった。それぞれの地震の被害をはっきりと区別できない地域もあった。
大町地震（1918年）
1918年11月11日に長野県の大町付近で発生した地震。2時59分にM6.1の前震が発生。その約13時間後の16時4分にM6.5の本震が発生。2つの地震の震源はほぼ同じ場所であった。
島原地震（1922年）
1922年12月8日に長崎県の千々石湾で発生した地震。1時50分にM6.9の本震が発生。約9時間後の11時2分にM6.5の最大余震が発生。
関東地震（1923年）
1923年9月1日に関東地方を襲った大地震（関東大震災）。
11時58分にM7.9の本震が発生。その3分後の12時1分にM7.2の余震が発生し、5分後の12時3分にはM7.3の余震が発生。わずか数分間に大地震が3回発生した「三つ子地震」であった。
M7.9の本震の際には、最初に神奈川県西部（小田原市付近）で断層破壊が起こり、その約10～15秒後に三浦半島付近で（2回目の）断層破壊が生じた。
男鹿地震（1939年）
1939年5月1日に秋田県の男鹿半島で発生した地震。14時58分にM6.8の地震が発生。そのわずか2分後の15時0分にM6.7の地震が発生。また、翌日の5月2日にはM6.5の余震があった。
昭和東南海地震・昭和南海地震（1944年・1946年）
1944年12月7日に東南海地震（M7.9）が発生し、2年後の1946年12月21日に南海地震（M8.0）が発生（半割れケース）。
安政の東海地震・南海地震と同様に、南海トラフ沿いの東西の領域で2つの巨大地震が（時間的に近接して）発生した。
今市地震（1949年）
1949年12月26日に栃木県の今市市付近で発生した地震。8時17分にM6.2の地震が発生。その7分後の8時24分にM6.4の地震が発生。2回目の地震の方が大きいのでこちらが本震と考えられる。
熊本地震（2016年）
2016年4月14日21時26分に熊本県熊本地方でM6.5の地震（前震）が発生。その28時間後の4月16日1時25分に、ほぼ同じ場所でM7.3の地震（本震）が発生。いずれも熊本県益城町などで震度7の激震となった。
14日の前震は日奈久断層帯で発生したが、16日の本震は隣接する布田川断層帯で発生した。すなわち、2つの断層が連動して発生したものと考えられている。
福島県沖地震（2021年・2022年）
2021年2月13日に福島県沖でM7.3の地震が発生。1年後の2022年3月16日にほぼ同じ場所でM7.4の地震が発生。いずれも太平洋プレート内部で発生した逆断層型のスラブ内地震で、ともに宮城県と福島県で最大震度6強を観測。2022年の地震では、本震の2分前にM6.1の前震が発生している。

##### 日本以外
スマトラ島沖地震（2004年・2005年）
2004年12月26日、インドネシアのスマトラ島北部西方沖でM9.1の超巨大地震が発生（インド洋大津波）。約3ヶ月後の2005年3月28日には、2004年の地震の震源から南東に約250kmの地点（ニアス島付近）でM8.7の巨大地震が発生（ニアス地震）。これら2つの巨大地震は、隣接する別の断層を震源として発生したと考えられている。
トルコ・シリア地震（2023年）
2023年2月6日にトルコ南部で発生し、トルコと隣国のシリアを中心に甚大な被害をもたらした大地震。最初にM7.8の本震が発生し、そのおよそ9時間後にM7.5の最大余震が発生した。

#### 双子地震の比較例
|                       | 2021年福島県沖地震                                                             | 2022年福島県沖地震                                                             | 備考 |
| --------------------- | ------------------------------------------------------------------------------ | ------------------------------------------------------------------------------ | --- |
| 発生日時              | 2021年2月13日 23時7分50.5秒                                                    | 2022年3月16日 23時36分32.6秒                                                   | 両地震とも深夜の23時台に発生した。 |
| 震央                  | 北緯37度43.7分 東経141度41.9分 / 北緯37.7283度 東経141.6983度                  | 北緯37度41.8分 東経141度37.3分 / 北緯37.6967度 東経141.6217度                  | 両地震の震源・震央はごく近い。 |
| 震源の深さ            | 55km                                                                           | 57km                                                                           | 両地震の震源・震央はごく近い。 |
| 地震の規模            | M7.3 (Mw7.1)                                                                   | M7.4 (Mw7.3)                                                                   | 2022年地震の方が、規模・震源域ともにやや大きい。地殻変動も2022年地震の方が大きめであった。また、余震の回数も2021年地震の方が少なかった。                                                                                   |
| 最大震度              | 震度6強                                                                        | 震度6強                                                                        | 両地震とも宮城県と福島県で最大震度6強となり、揺れの広がり方も類似していた。福島県相馬市と国見町、宮城県蔵王町は、2年連続で震度6強の烈震に襲われた。                                                                        |
| 地震の種類 (発震機構) | 太平洋プレートの逆断層型スラブ内地震 (西北西-東南東方向に圧力軸を持つ逆断層型) | 太平洋プレートの逆断層型スラブ内地震 (西北西-東南東方向に圧力軸を持つ逆断層型) | 地震の種類とメカニズムはいずれも共通していた。揺れ方の特徴も同じで、いずれも「短周期卓越型」であった。ただし、両地震の震源断層は別のものであり、2022年地震は2021年地震の震源断層の北延長部が動いて起きたと考えられている。 |
| 津波                  | 最大22cm (石巻港)                                                              | 最大31cm (石巻港)                                                              | 津波注意報は、2021年地震では発表されなかったが、2022年地震では発表された。2021年地震の津波の規模は、2022年地震のそれに比べると小さめであった。両地震とも石巻港で最大の津波高を観測した。                                   |
| 人的被害              | 死者3人・負傷者184人                                                           | 死者4人・負傷者248人                                                           | 被害は全体的に2022年地震の方が大きかった。犠牲者数および住家の全壊・半壊・一部破損棟数は、いずれも2022年地震が2021年地震を上回った。                                                                                       |
| 住家被害              | 全壊144棟・半壊3,070棟                                                         | 全壊224棟・半壊4,630棟                                                         | 被害は全体的に2022年地震の方が大きかった。犠牲者数および住家の全壊・半壊・一部破損棟数は、いずれも2022年地震が2021年地震を上回った。                                                                                       |